# Gymnodactylus amarali
Gymnodactylus amarali é uma espécie de lagartixa ovípara, da família Phyllodactylidae. A espécie é endêmica do Brasil.
O nome específico, amarali, é uma homenagem ao herpetólogo brasileiro Afrânio Pompílio Gastos do Amaral.
O habitat natural preferido de G. amarali é a savana.